# 李書華
李 書華（り しょか、繁体字: 李書華; 簡体字: 李书华; 拼音: Lǐ Shūhuá; ウェード式: Li Shu-hua)は、中華民国（台湾）の政治家・物理学者。字は潤章。

## 事績
昌黎高等小学を経て1909年（光緒元年）に直隷高等農業学堂に入学した。1912年（民国元年）末にフランスへ留学し、1915年からトゥールーズ大学で農業を学習している。1919年、パリ大学に入学し、翌年に物理学修士号、さらに1922年6月に理学博士号を取得した。
まもなく李書華は帰国し、同年8月に北京大学物理系教授となり、1925年（民国14年）には物理系主任に昇格している。翌1926年（民国15年）、中仏大学で服爾徳学院院長兼居礼学院物理系教授となった。1928年（民国17年）、中華大学と北平大学で副校長となり、翌1929年（民国18年）に北平研究院院長兼物理研究所所長に移っている。1930年（民国19年）12月、国民政府で教育部政務次長に起用され、立法院立法委員も兼ねた。1931年（民国20年）3月、中英庚款（義和団の乱賠償金）管理董事会董事に任命され、同年6月に教育部部長を署理した。
1932年（民国21年）、李書華は北平に戻って北平研究院副院長となり、また中国物理学会会長にも就任した。1934年（民国23年）、天津『大公報』において『科学周刊』を刊行し、同年4月には国立北平故宮博物院理事長に就任している。1935年（民国24年）には国立中央研究院評議員となった。日中戦争（抗日戦争）勃発後は、北平研究院の昆明への移遷作業に従事している。1943年（民国32年）、中央研究院総幹事となり、1945年（民国34年）5月には、中国国民党第6期中央執行委員に選出された。
終戦後の同年10月に、李書華は連合国文部大臣会議中国代表に任命され、同会議に出席している。1947年（民国36年）、制憲国民大会代表に選出された。翌1948年（民国37年）3月、中央研究院院士に選出され、同年8月には北平研究院学術会議会員となっている。国共内戦後の1950年からはパリ大学で高分子の研究に従事し、またハンブルク大学でも中国言語文化について講義を行った。1953年、台湾からアメリカに移り、引き続き高分子研究に専念する一方で、教育部の教育文化事業教育委員会委員なども務めている。1979年7月5日、ニューヨークにて死去。享年90。

## 注
1. 1 2 3 4  劉国銘主編（2005）、835頁。
2. 1 2 3  徐主編（2007）、516頁。
3. ↑  徐主編（2007）、516-517頁。

## 著書
- 『原子論』
- 『原子論淺說』
- 『唐代後期的印刷』
- 『普通物理實驗講義第一冊』
- 『李書華遊記』
- 『碣廬集』
- 『造紙的發明及其傳播』
- 『房山遊記』
- 『黃山遊記』